# Шварцвальд (національний парк)
Національний парк Шварцвальд (нім. Nationalpark Schwarzwald) — наймолодший національний парк Німеччини.

## Історія

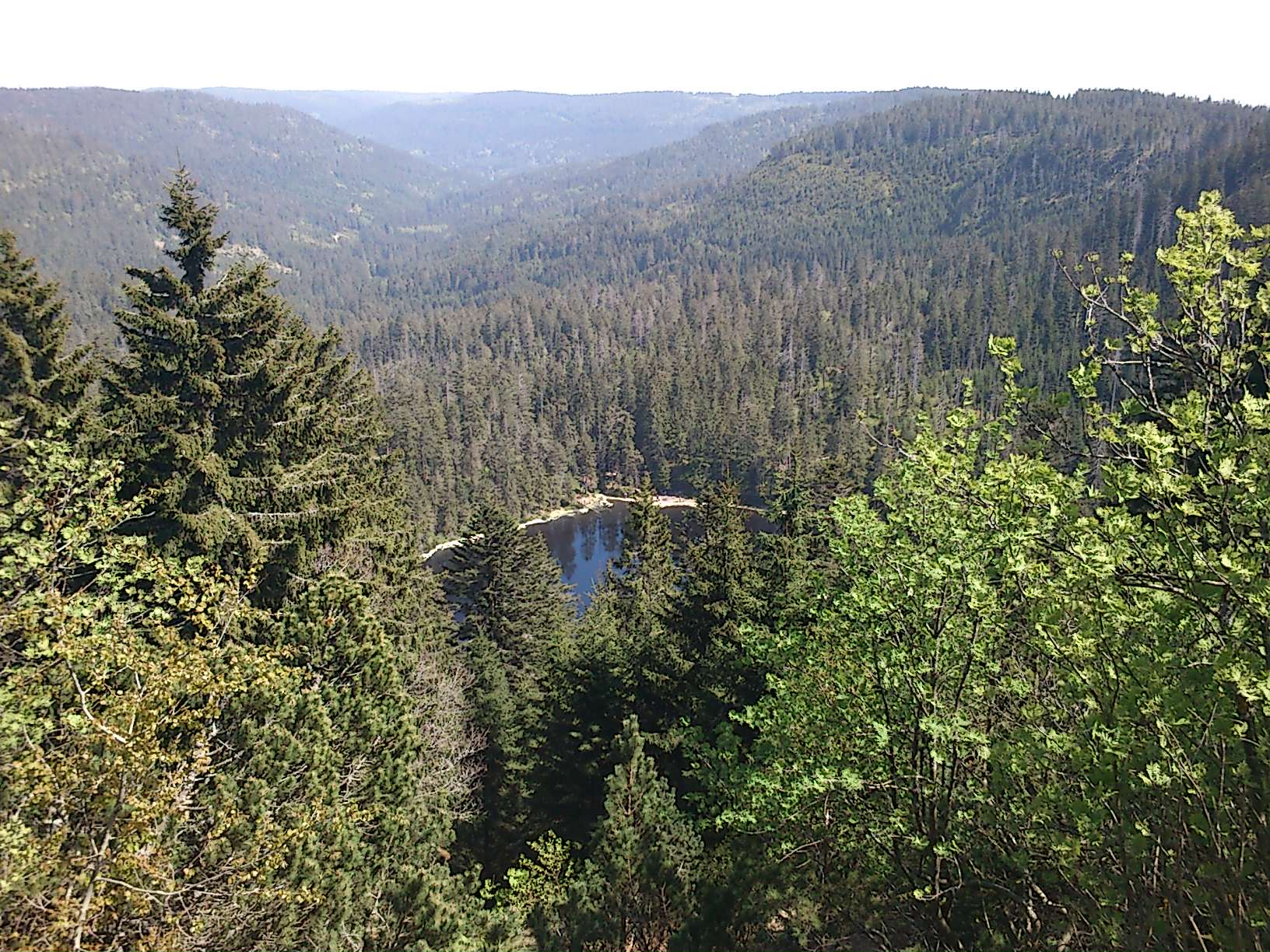
Національний парк Шварцвальд

Національний парк Шварцвальд у федеральній землі Баден-Вюртемберг був заснований 01.01.2014. Площа парку становить 10062 га. Гори національного парку досягають висоти понад 1000 м над рівнем моря. Ще однією відмінною особливістю парку є характерний для цієї місцевості суворий клімат з великою кількістю опадів. Унікальність парку надають хвойні і змішані високогірні ліси, нагірні рівнини, заповідні ліси, болота і кари (чашоподібні заглиблення), що утворилися в часи льодовикового періоду. Деякі пейзажі національного парку дуже схожі на скандинавські. В північній частині Шварцвальда наявні заповідні ліси, яким вже більше 100 років.

## Сучасний стан
Парк являє собою величезний майданчик для навчання і відпочинку. Гості можуть піти в похід, покататися на велосипеді, зайнятися зимовими видами спорту або просто відпочити на свіжому повітрі і поспостерігати за навколишньою природою. Гостям парку пропонується різноманітна програма турів, екскурсій та інформаційних заходів. У національному парку є спеціальні маршрути, на яких гості можуть доторкнутися до дикої природи: наприклад побачити, як серед дерев крадеться рись, або дізнатися, якою міццю володіє справжній ураган.